# Article 68-1 de la Constitution de la Cinquième République française
Article 68 Article 68-2
L'article 68-1 de la Constitution de la Cinquième République française, faisant partie du Titre X sur la responsabilité pénale du gouvernement, fut institué par la loi constitutionnelle n° 93-952 du 27 juillet 1993, recommandée par le comité consultatif pour la révision de la Constitution dit Vedel. Son texte indique : 
« Les membres du Gouvernement sont pénalement responsables des actes accomplis dans l'exercice de leurs fonctions et qualifiés crimes ou délits au moment où ils ont été commis. Ils sont jugés par la Cour de justice de la République.

La Cour de justice de la République est liée par la définition des crimes et délits ainsi que par la détermination des peines telles qu'elles résultent de la loi. »
— Article 68-1 de la Constitution du 4 octobre 1958
L'article permet la constitution de la Cour de justice de la République et permet de juger les membres du gouvernement pour des fautes commises. Un pourvoi rejeté de la Cour de cassation indique que la compétence de cet article ne vise que les fonctions ministérielles. L'article 68-3 précise la rétroactivité de la loi. 

## Texte
- « Propositions pour une révision de la Constitution : Comité consultatif pour une révision de la Constitution, présidé par le doyen Georges Vedel », sur Vie Publique, 15 février 1993
- LOI constitutionnelle n° 93-952 du 27 juillet 1993 portant révision de la Constitution du 4 octobre 1958 et modifiant ses titres VIII, IX, X et XVIII (1)